# Ліцензійний іспит при Національній Раді
Ліцензійний медсестринский екзамен (NCLEX, National Council Licensure Examination) — це державне оцінювання для ліцензування медичних сестер у США (з 1982) та Канаді (з 2015). Існує два типи ліцензійних іспитів. Ліцензійний іспит для медсестер/медбратів NCLEX-PN надає Ліцензію Практикуючої Медсестри. Навчальна програма майбутньої Практикуючої Медсестри відповідає українській програмі Молодшого Бакалавра. NCLEX-RN призначений для ліцензіювання бакалаврів і магістрів медсестринства. Після успішної здачі NCLEX-RN присвоюється кваліфікація Зареєстрованої Медсестри (Registered Nurse). Функції Зареєстрованої Медсестри частково збігаються з функціями фельдшера на території пострадянських країн.
Іспити NCLEX розробляються Національною Радою Державних Медсестринських Рад(NCSBN). NCSBN проводить іспити від імені усіх членів колегій, що представлені медсестрами 50-ти штатів, медсестрами округу Колумбія та чотирьох територіях США (Американському Самоа, Гуамі, Північних Маріанських островах та Віргінських островах США).
Для забезпечення громадського захисту кожна рада медичних сестер вимагає від кандидата на отримання ліцензії пройти відповідну експертизу NCLEX, NCLEX-RN для зареєстрованих медсестер та NCLEX-PN для медичних сестер професійної та практичної діяльності . Іспити NCLEX призначені для перевірки знань, умінь та навичок, необхідних для безпечної та ефективної діяльності медсестер на базовому рівні.
В Канаді NCLEX був введений в 2015 році. Крім того, в Канаді NCLEX доступний французькою мовою